# Raphaël Drouart
Maurice Raphaël Drouart (* 25. März 1884 in Choisy-le-Roi, Frankreich; † 1972 in Nogent-sur-Marne, Frankreich) war ein französischer Druckgrafiker.

## Leben
Raphaël Drouart studierte erst an der Malschule Atelier Cormon bei dem Maler Fernand Cormon, dann bei dem Maler des Symbolismus und Mitbegründer der Künstlergruppe Les Nabis, Maurice Denis.
Drouart begann 1914 kurz vor dem Ersten Weltkrieg als Druckgraphiker zu arbeiten, womit er jedoch erst nach dem Krieg 1918 erfolgreich war. Er beherrschte alle Techniken der Druckgrafik wie Radierung, Kupferstich, Mezzotinto, Relief und Lithographie und stellte ab 1919 auf den Pariser Salons aus.
In den 1920er Jahren arbeitete Drouart als Illustrator für zahlreiche Autoren, so fertigte er beispielsweise Aquatinta für das Künstlerbuch Le Cantique Des Cantiques von 1925 sowie 20 Holzstiche für das Werk Le Meillieur Ami des Autors René Boylesve.
Drouart gehörte der von dem Éditeur d’art (Kunstverleger) und Bildgießer Arthur Goldscheider in den frühen 1920er Jahren mit Vertretern des Art déco gegründeten Künstlergruppe L’Evolution an, deren Arbeiten Goldscheider 1925 auf der Pariser Exposition internationale des Arts Décoratifs et industriels modernes ausstellte.
1931 veröffentlichte Drouart eine Mappe mit 26 seiner Lithographien, die er in den 1920er Jahren angefertigt hatte.

## Werke (Auswahl)
- Mater Dolorosa, 1924, Museum of Modern Art[4]
- Femme au serpent, femme au tigre, 1925–1930[5]
- Les Éphèbes, 1925–1930[5]
- Les Poèmes d’Edgar Poe, 1926[6]
- Femme au bain (Cahout)[5]
- Deux Noires, 1931[5]
- Bain de soleil au large[5]
- Les Trois Graces[7]
- La Negresse[7]
- Le Source Decouverte[8]
- Parfum Exotique, 1923[9]